# Liste des quartiers et localités de la région de Bruxelles-Capitale
Voici une liste des localités et des quartiers de la région de Bruxelles-Capitale. La liste n'est pas complète.
Faire une liste des quartiers et localités n'est pas toujours univoque. Rien que pour le pentagone, les quartiers retenus par la ville de Bruxelles et la Région de Bruxelles-Capitale, ne sont ni les mêmes ni au même nombre (9 pour la ville, 10 pour la région). Les quartiers de la région ont un but statistique et ne correspondent donc pas toujours au quartier historique retenu par les communes. De plus, les frontières d'un même quartier ne sont pas nécessairement les mêmes selon les sources régionales ou communales. Cette liste peut donc lister des quartiers qui se recoupent entre-eux.

## Ville de Bruxelles

### Bruxelles
- Îlot Sacré
- Quartier Royal ou Quartier de la Cour
- Mont des Arts
- Sablon
- Marolles
- Quartier Midi-Lemonnier
- Quartier de la Senne
- Quartier des Quais ou Sainte-Catherine (autour de la place Sainte-Catherine)
- Quartier Marais-Jacqmain ou Martyrs (autour de la place des Martyrs)
- Quartier des Libertés ou Notre-Dame-aux-Neiges
- Quartier Dansaert
- Quartier Anneessens
- Quartier des squares
- Quartier Léopold (également à Ixelles, Etterbeek et Saint-Josse)
- Quartier Nord
- Mont aux potences
- Treurenberg
- Coudenberg
- Quartier européen

### Haren
- Haren centre
- Buda

### Laeken
- Vieux Laeken
- Heysel
- Mutsaard

### Neder-Over-Heembeek
- Neder-Heembeek
- Over-Heembeek
- Ransbeek
- Marly

## Anderlecht
- Aa
- Broeck
- Cureghem
- Neerpede
- La Roue
- Scheut
- Scherdemael
- Veeweyde
- Vogelenzang

## Ixelles
- Boondael
- Solbosch
- Tenbosch
- Matonge

## Etterbeek
- Jourdan
- La Chasse

## Evere
- Paduwa
- Picardie
- Bordet
- Germinal

## Jette
- Esseghem
- Dieleghem

## Auderghem
- Val Duchesse / Putdael
- Parc de Louxor
- Chant d'Oiseau[2]

## Schaerbeek
- Brabant
- Quartier Dailly
- Diamant
- Quartier des Fleurs
- Helmet
- Monplaisir
- Terdelt

## Saint Gilles
- Châtelain

## Molenbeek-Saint-Jean
- Vieux Molenbeek
- Osseghem
- Karreveld
- Quartier maritime

## Woluwe-Saint-Lambert
- Georges Henri [3]
- Gribaumont [3]
- Gulledelle [3]
- Kapelleveld [3]
- Roodebeek [3]
- Quartier des Constellations [3]
- Stockel (en partie) [3]
- Avenue de Tervueren [3]
- Boulevard de la Woluwe [3]

## Woluwe-Saint-Pierre
- Centre [2]
- Quartier Europe
- Kelle [2]
- Joli-Bois[2]
- Val Duchesse / Putdael [2]
- Stockel (en partie) (également à Kraainem et Woluwe-Saint-Lambert)
- Chant d'Oiseau [2]

## Uccle
- Uccle-centre
- Carloo ou Saint-Job
- Vivier d'Oie
- Calevoet
- Neerstalle
- Stalle
- La Bascule ou Vleurgat
- Brugmann
- Quartier du Chat
- Churchill
- Dieweg
- Fort Jaco
- Fond'Roy
- Globe
- Groeselenberg
- Homborch
- Horzel
- Kauwberg
- Keyenbempt
- Kriekenput (nl)
- Longchamp
- Merlo
- Moensberg
- Petite-Espinette
- Prince d'Orange
- Verrewinkel
- Vert Chasseur
- Vossegat
- Wolvenberg
- Wolvendael

## Forest
- Altitude cent
- Neerstalle

## Watermael-Boitsfort
- Watermael
- Boitsfort